# Trosor

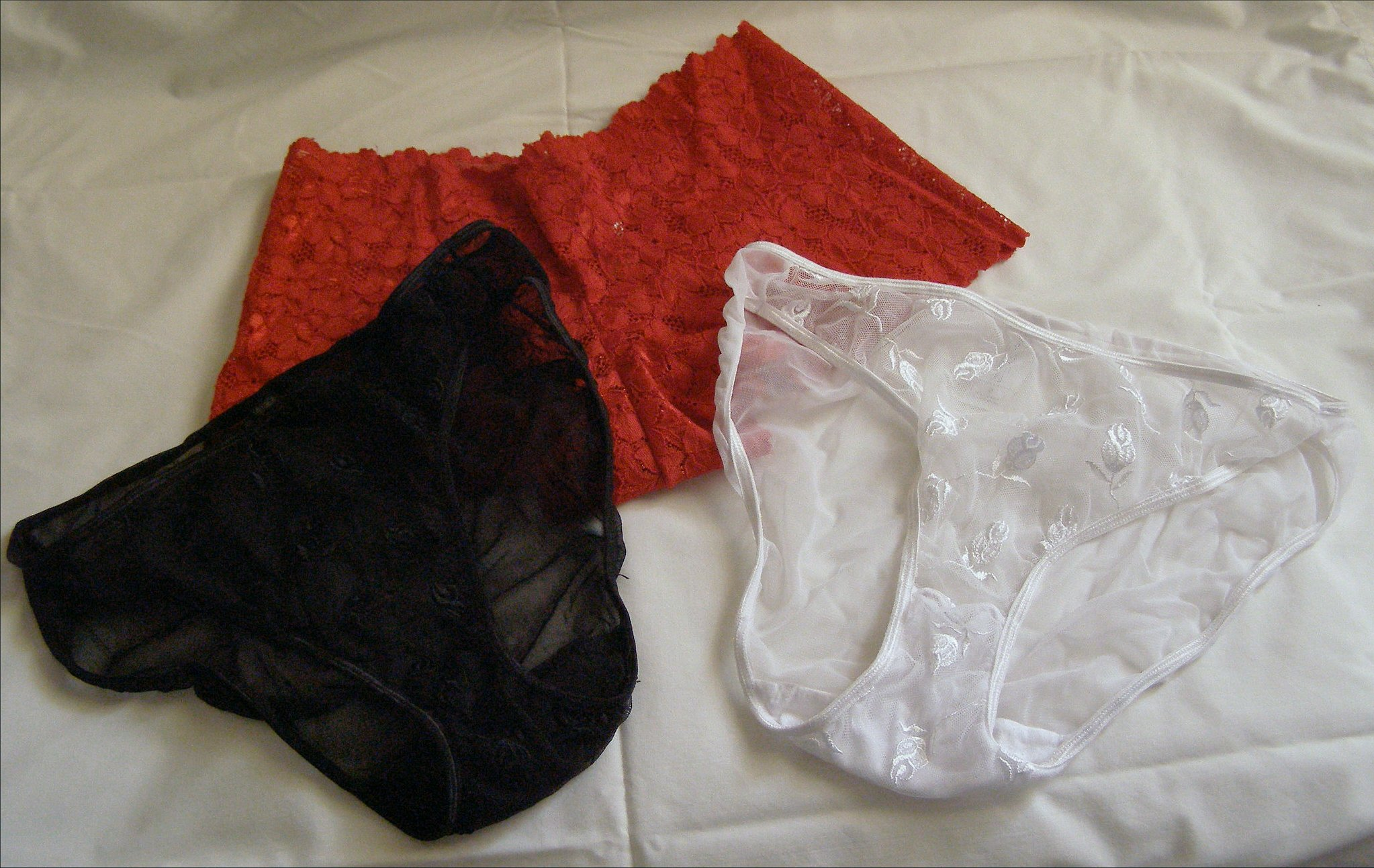
Tre olika trosor.

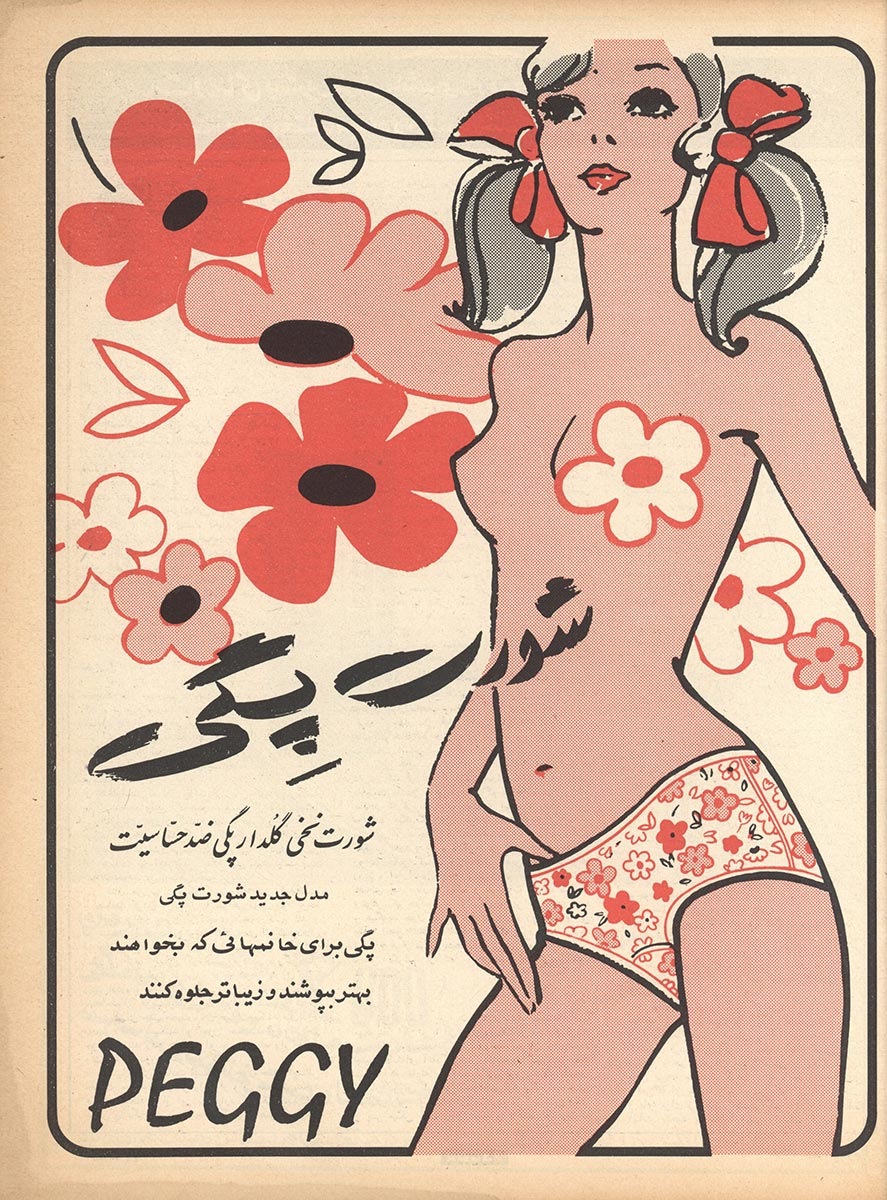
En reklam från 1971.

Trosor är korta underbyxor, främst avsedda för kvinnor och flickor. Trosor kan även avse kalsonger utan gylf avsedda för män och pojkar. Plagget finns i olika standardiserade utföranden.

## Historik
Ordet introducerades under 1900-talet och ett tidigt exempel på svenska förekommer i en artikel i Falu-Kuriren 1904. Ordet härstammar sannolikt från franskans trousse(s). Även om begreppet trosor dyker upp i början av 1900-talet är det först framåt 1950-talet då nylonet och andra konstfibermaterial blev populära inom klädbranschen som plagget började få den utformning som blivit vanligare. Mot slutet av 1950-talet blev trosan en mindre och mera kroppsnära underbyxa. Modet under 1960-talet med korta, snäva kjolar förändrade även trosornas form, som blev mindre och fick högre skärning. I slutet av 1970-talet kom de första stringtrosorna.

## Modeller och material

Olika trosmodeller med namn på engelska.

Trosor finns i flera olika modeller, som boxertrosor, hipsters, hotpants, stringtrosor, tanga, g-string och c-string. Ett vanligt material är bomull men många andra förekommer som siden, silke och blandmaterial med polyamid, elastan, lyocell, mikrofiber, tencel och liknande. Det är också vanligt med spets.
Boxertrosor, precis som boxerkalsonger, har ben. Tidigare var det löst sittande, som boxarnas byxor vilket givit dem dess namn, men introducerades senare som ett tätt sittande plagg.